# Family group conference
De family group conference (FGC) is een besluitvormingsmodel bij uiteenlopende problemen, bijvoorbeeld binnen de familie en de grootfamilie en leden daarvan. Er wordt een bijeenkomst georganiseerd waarvoor alle leden van een grootfamilie worden uitgenodigd.
Er wordt een extra beroep gedaan op de autonome mogelijkheden van familieverbanden om problemen die anders door de staat zouden worden aangepakt binnen een dikwijls zinvoller en effectiever verband (m.n. grootfamilie) op te lossen. De staat blijft hierbij op een afstand, de organisatie is in handen van een onafhankelijke Eigen Kracht-coördinator. Dit zijn altijd mensen die naast hun gewone baan een paar keer per jaar zo'n bijeenkomst organiseren. 
De huidige methode is ontwikkeld in Nieuw-Zeeland op basis van Maori-tradities, maar wettelijk van toepassing voor alle inwoners daar. Dat betekent dat het ingrijpen van de staat inzake problemen met bijvoorbeeld probleemjongeren juridisch naar een tweede plan is verplaatst. De staat subsidieert de conferenties. De methode heeft navolging gekregen in andere landen. In Nederland is het bekend als Eigen Kracht-conferenties. Rob van Pagee is de founding father van Eigen Kracht in Nederland. Hij is tevens oprichter van de voorloper van de Eigen Kracht Centrale in 2000. De stichting Eigen Kracht Centrale ondersteunt in heel Nederland organisaties en overheden bij het werken vanuit vragen van burgers.
Per 1 januari 2015 is in Nederland de nieuwe Jeugdwet in werking. Onderdeel in deze wet is het familiegroepsplan: ‘een plan van aanpak opgesteld door de ouders, samen met bloedverwanten, of anderen die tot de sociale omgeving van de jeugdige behoren.’ Dit is een fundamentele verandering. Niet langer is het hulpverleningsplan leidend, maar het familiegroepsplan. Het familiegroepsplan heeft daarmee dezelfde status als een hulpverleningsplan. Gemeenten zijn vanaf 2015 wettelijk verplicht inwoners te faciliteren bij het maken van dit familiegroepsplan. Het plan dat voortkomt uit een Eigen Kracht-conferentie voor individuen en families is een familiegroepsplan.
Overigens is het verschijnsel van een familieraad als plek voor beslechting van problemen en conflicten veel wijder verspreid. In de 19e eeuw bestond dit verschijnsel ook in Nederland als wettelijke manier om bijvoorbeeld echtscheidingen te regelen. In België kwam het verschijnsel familieraad nog tot 2001 in de wet voor.

## Voetnoten
1. ↑  Bone en Combrink Tijdschrift voor vrouwenstudies 1995-4